# Сент-Эрблен
Сент-Эрблен (фр. Saint-Herblain) — коммуна на западе Франции, находится в регионе Пеи-де-ла-Луар, департамент Атлантическая Луара, округ Нант, центр кантонов Сент-Эрблен-1 и Сент-Эрблен-2. Самой большой по численности населения город-спутник Нанта, примыкает к нему в запада, на правом берегу реки Луара. Через территорию коммуны проходят автомагистрали N244 и E3 (N844). на юге коммуны находится железнодорожная станция Ла-Бас-Эндр-Сент-Эрблен линии Тур—Сен-Назер.
Население (2017) — 46 268 человек.

## История
Раскопки свидетельствуют о присутствии человека на территории коммуны со времени неолита. В 2005 году при строительстве концертного зала «Зенит» была обнаружена усыпальница бронзового века (1900-1700 до н. э.). Также были найдены предметы галло-римского поселения I-V веков.
Приход Сент-Эрблен был основан около 675 года Святым Эрмеланом, франком аристократического происхождения, ставшим монахом Фонтенельского аббатства. По призыву нантского епископа Паскье Святой Эрмелан основывает аббатство на острове Эндр, которому суждено было стать важным очагом христианизации; в его честь был назван приход Сент-Эрблен. Аббатство на острове Эндр было разрушено викингами в ходе набега в 843 году.
С XV века семья де ла Мюс, владевшая соседними приходами Шантеле и Куэрон, приобрела земли прихода Сент-Эрблен. Жан Бланшар, сеньор де ла Мюс и мэр Нанта в 1611-1613 годах, в 1644 году добился возведения своей сеньории в баронство. Его сыну удалось сделать де ла Мюс маркизатом в 1660 году. С XV века земли в Сент-Эрблене стали приобретать нантские буржуа, стремившиеся получить дворянство, а владение землей было обязательным условием для этого.
В 1678 году Шарль Майяр, сеньор дю Плесси, владелец Сен-Фильбер-де-Гран-Льё, решил приобрести землю поближе к Нанту. Он выкупил территорию Сент-Эрблена, которая позволила ему заниматься сельским хозяйством (скотоводство и виноградники) и охотой. В 1743 году его сын расширил семейное наследие, приобретя шато Гурнери.
Население Сент-Эрблена в этот период почти исключительно сельское. Земли в основном принадлежат богатым жителям Нанта, которые сдают их  в аренду и получают доходы. Еще одним направлением деятельности небогатых жителей Сент-Эрблена является воспитание детей из богатых семей Нанта или сирот, находящихся на попечении государства. Эта деятельность продолжается до XIX века и взаимоотношения Нанта и Сен-Эрблена того периода сопоставимы с отношениями метрополии и колонии.
Рост населения Нанта в XX веке затрагивает и Сент-Эрблен, его население в период с 1921 по 1946 год выросло с 2,5 до 5,5 тысяч жителей. После Второй мировой войны этот процесс существенно усилился — на уровне агломерации «большого Нанта» было принято решение о концентрации промышленной деятельности в Нанте и Каркефу, а Сент-Эрблену была определена роль «спального района». Создается район Бельвю, состоящий из 7 000 многоквартирных домов и 500 частных. В 1970-1974 годах был построен офисно-жилищный комплекс Силлон де Бретань — огромное здание из 900 корпусов, 29 этажей в центральном корпусе высотой 82 метра. Это здание, в котором проживает около 4 тысяч человек, т.е. около десятой части всего населения города, на момент завершения строительства было самым высоким зданием Франции.

## Достопримечательности
- Готическая приходская церковь Святого Эрмелана XV-XVI веков
- Аббатство Тилле XIV века
- Шато Гурнери XVII века
- Усадьба Бегресьер XVII века
- Шато Гароттери XVI века
- Особняк Ла-Пакле

## Экономика
Структура занятости населения:
- сельское хозяйство — 0,1 %
- промышленность — 7,8 %
- строительство — 7,2 %
- торговля, транспорт и сфера услуг — 62,5 %
- государственные и муниципальные службы — 22,4 %

Уровень безработицы (2017 год) — 14,2 % (Франция в целом — 13,4 %, департамент Атлантическая Луара — 11,6 %). 

Среднегодовой доход на 1 человека, евро (2017 год) — 21 010 (Франция в целом — 21 110, департамент Атлантическая Луара — 21 910).

## Демография
Динамика численности населения, чел.

## Администрация
Пост мэра Сент-Эрблена с 2020 года занимает социалист Бертран Аффиле (Bertrand Affilé). На муниципальных выборах 2020 года возглавляемый им левый блок победил во 2-м туре, получив 43,18 % голосов (из трех блоков).
| Период | Период | Фамилия        | Партия                             | Примечания |
| ------ | ------ | -------------- | ---------------------------------- | --- |
| 1959   | 1977   | Мишель Шоти    | Объединение в поддержку Республики | торговый представитель, сенатор                                                                                   |
| 1977   | 1989   | Жан-Марк Эро   | Социалистическая партия            | профессор, депутат Национального собрания Франции, член Генерального совета департамента, премьер-министр Франции |
| 1989   | 2014   | Шарль Готье    | Социалистическая партия            | инженер-агроном                                                                                                   |
| 2014   |        | Бертран Аффиле | Социалистическая партия            | профессор |

## Города-побратимы
- Казанлык, Болгария
- Санкт-Ингберт, Германия
- Уотерфорд, Ирландия
- Виладеканс, Испания
- Клежа, Румыния
- Ндиаганьяо, Сенегал

## Галерея

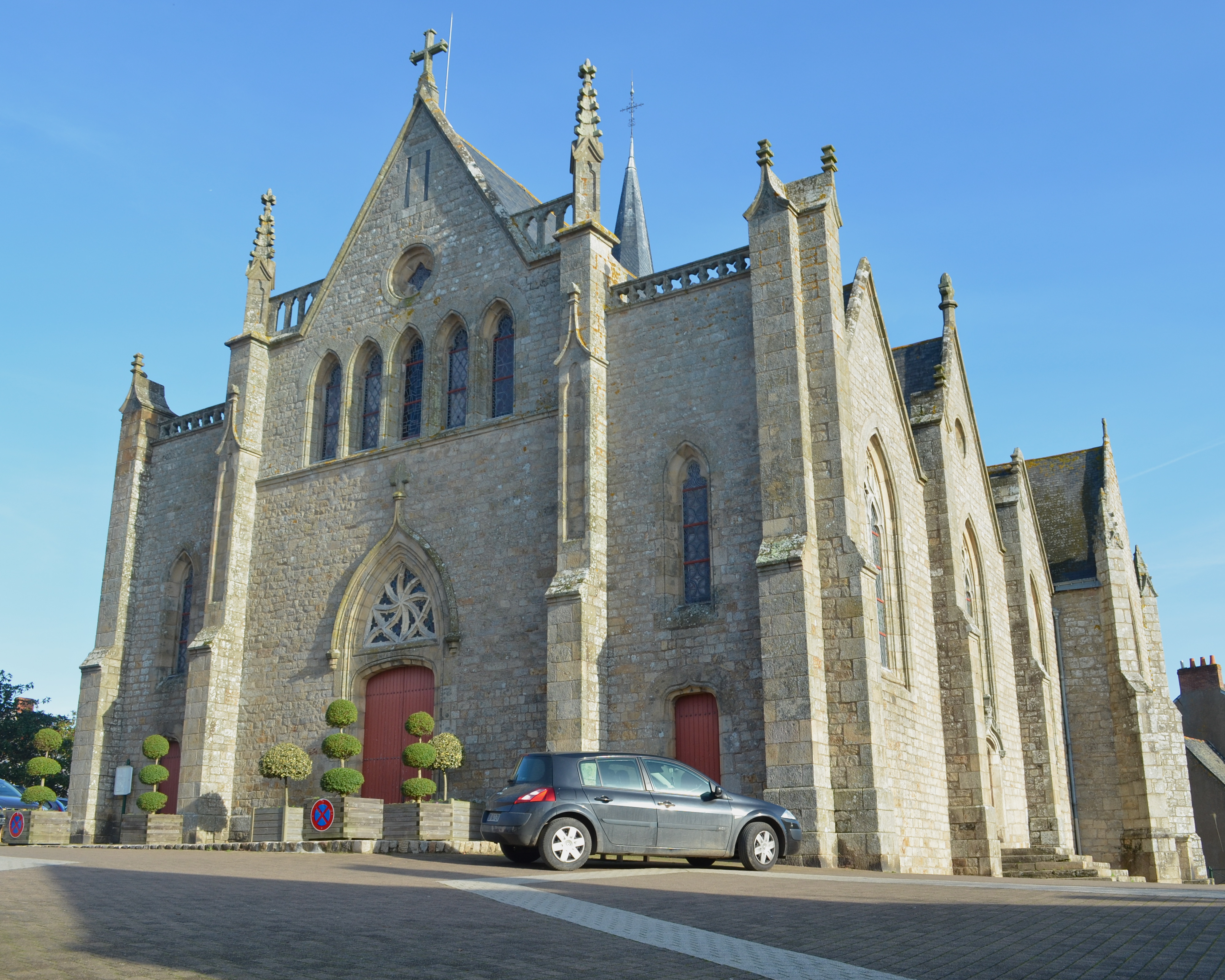
Церковь Святого Эрмелана
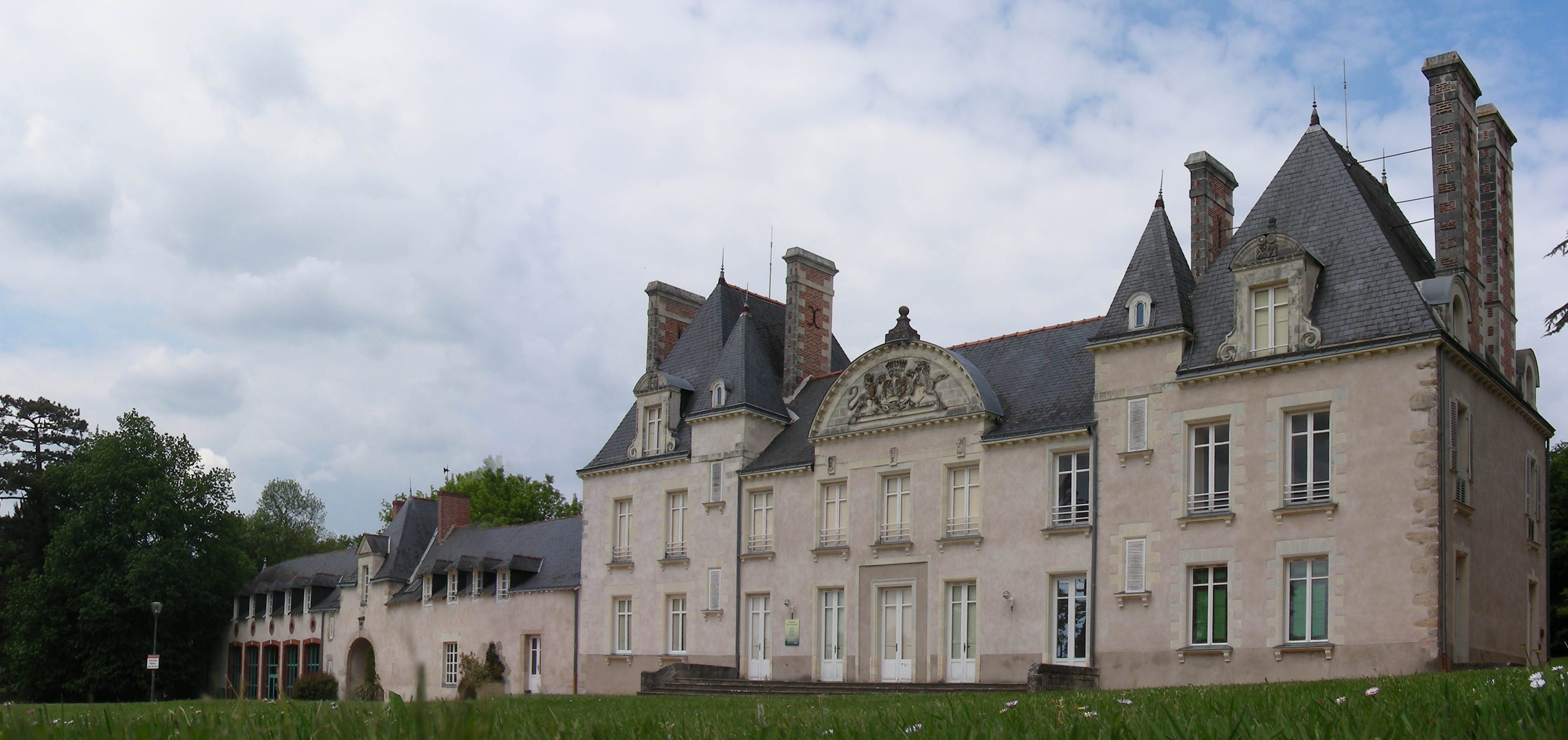
Шато Гурнери
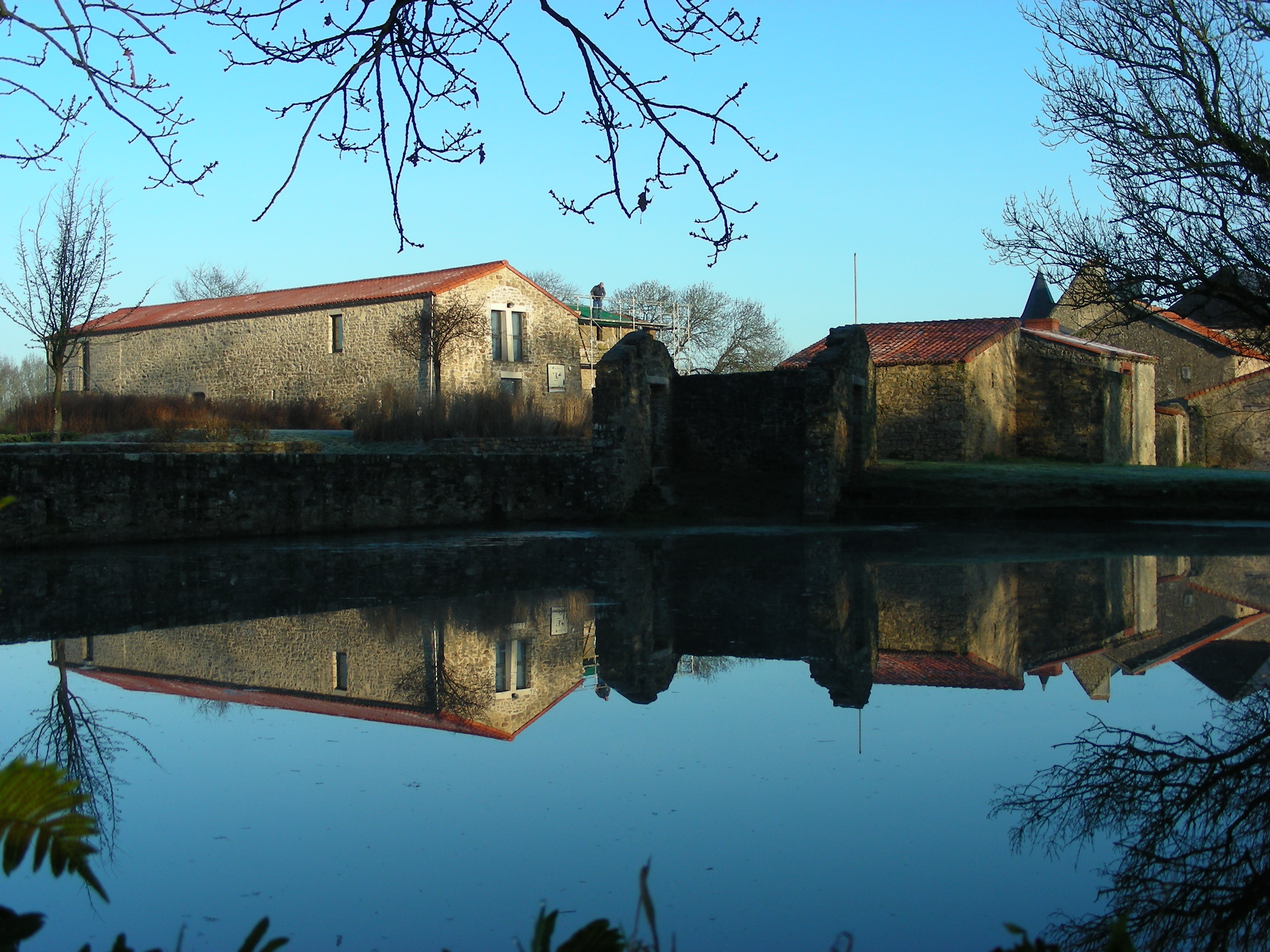
Усадьба Беграсьер
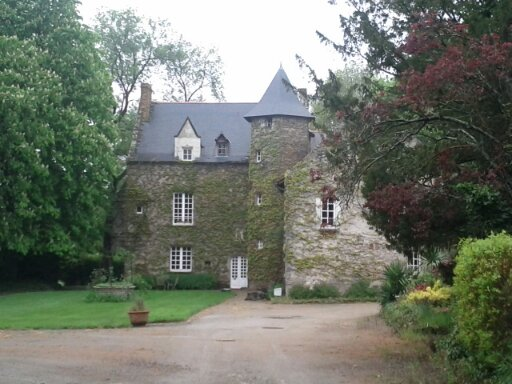
Особняк Ла-Пакле